# Xã Cottonwood Lake, Quận Edmunds, South Dakota
Xã Cottonwood Lake (tiếng Anh: Cottonwood Lake Township) là một xã thuộc quận Edmunds, tiểu bang Nam Dakota, Hoa Kỳ. Năm 2010, dân số của xã này là 42 người.